# Giorgio Ronconi

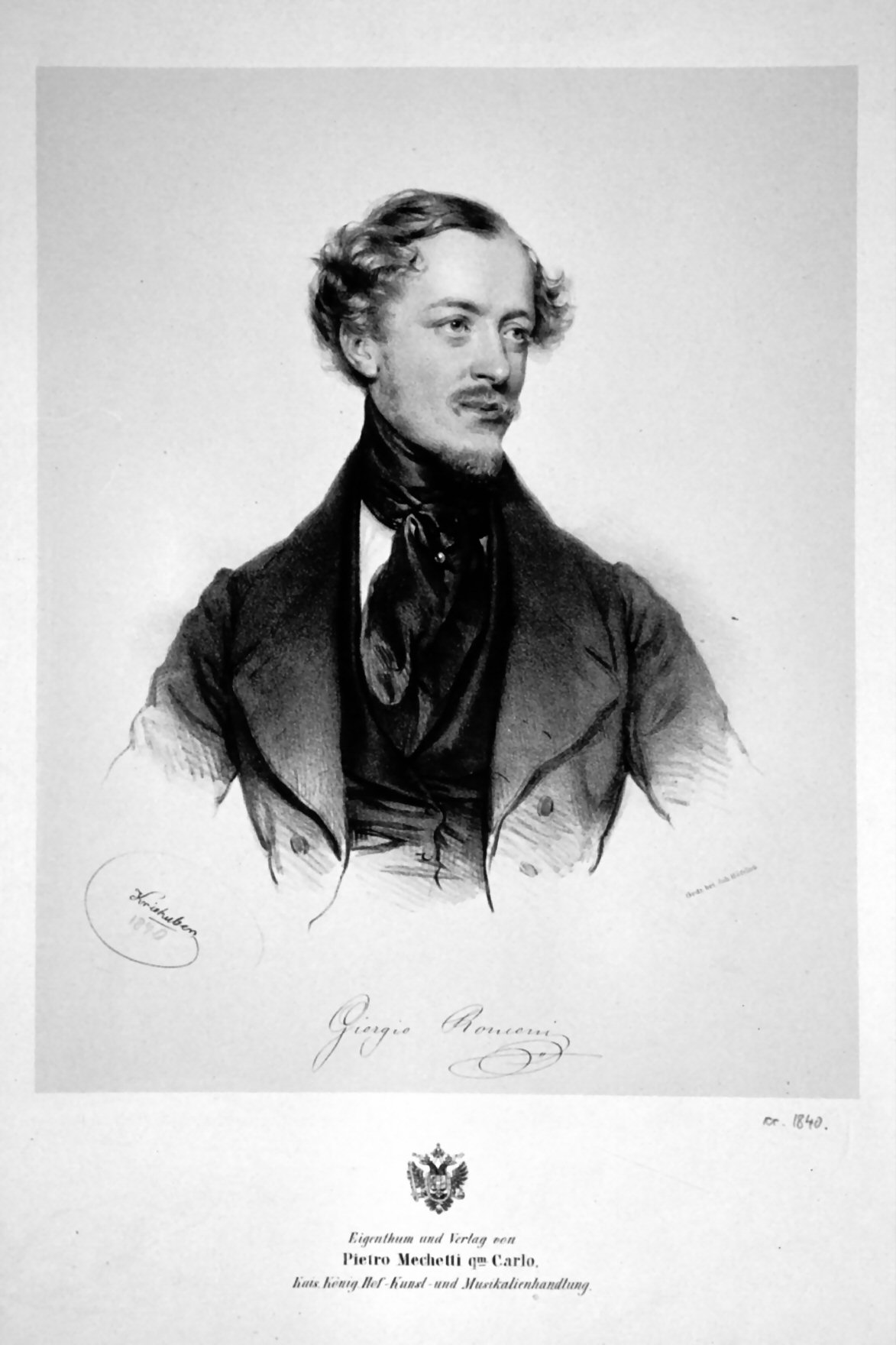
Giorgio Ronconi, Lithographie von Josef Kriehuber, 1840

Giorgio Ronconi (* 6. August 1810 in Mailand; † 8. Januar 1890 ebenda) war ein italienischer Opernsänger (Bariton) und Gesangspädagoge.

## Leben
Ronconi erhielt von seinem Vater Domenico, der selbst ein bedeutender Tenor war, Gesangsunterricht. 1831 debütierte er in Pavia als Valleburgo in Vincenzo Bellinis La straniera. Bald folgten Engagements an der Mailänder Scala und anderen großen Häusern in Italien.
In den Folgejahren war er an sieben Uraufführungen von Opern Gaetano Donizettis beteiligt:
- 1833 als Cardenio in Il furioso all’isola di San Domingo
- 1833 in der Titelrolle in Torquato Tasso
- 1836 als Enrico in Il campanello
- 1837 als Nello Dello Pietra in Pia de’ Tolomei
- 1838 als Corrado Waldorf in Maria de Rudenz
- 1841 als Don Pedro in Maria Padilla
- 1843 als Enrico in Maria di Rohan[1][2]

1842 kreierte er die Titelrolle in Giuseppe Verdis Nabucco an der Mailänder Scala. 1842 sang er zum ersten Mal im Her Majesty’s Theatre in London (Henry Ashton in Lucia di Lammermoor). 1847 bis 1866 trat er im Royal Opera House Covent Garden auf, 1840 und 1843/44 war er in Wien, 1850–1860 in St. Petersburg und 1866–1877 in New York City. International eilte Ronconi, bis zu seinem Rücktritt 1870, von Erfolg zu Erfolg.
Er hatte keine große Stimme, jedoch konnte er seine stimmlichen Mängel durch eine großartige Bühnenpräsenz und Schauspiel kompensieren. Seine Paraderollen, die Titelrolle in Verdis Rigoletto und der Figaro in Rossinis Il barbiere di Siviglia, zeigen die Bandbreite seines Könnens. 1837 heiratete er in Neapel die Sopranistin Elguerra Giannoni. In seinen späteren Jahren gründete er eine Gesangsschule in Granada und erhielt eine Professur am Konservatorium von Madrid.